# Неваре Ханим-ефенді
Неваре Ханим-ефенді (тур. Nevare Hanım Efendi), у другому шлюбі відома як Айше Сенмезлер (тур. Ayşe Sönmezler) і Лейла Сенмезлер (тур. Leyla Sönmezler; 4 травня 1901, Адапазари або Дербент — 13 червня 1992, Дербент) — дружина останнього османського султана Мехмеда VI Вахідеддіна.

## Ім'я та титул у гаремі
Турецький історик Недждет Сакаоглу вказує ім'я Неваре (тур. Nevare) з титулом ханим-ефенді, що давався икбал султана, проте він зазначає, що вона могла носити титул третьої дружини — кадин-ефенді. Інший турецький історик Чагатай Улучай також вказує ім'я Неваре (тур. Nevare), проте називає її третьою дружиною з титулом кадин-ефенді. Османіст Ентоні Олдерсон, як і Сакаоглу з Улучаем, дає їй ім'я «Неваре» (тур. Nevare). Придворна дама головної дружини Мехмеда VI Еміне Назікеди Кадин-ефенді Лейла Ачба вказує ім'я Невваре і титул ханим-ефенді. Турецький мемуарист Харун Ачба також вказує ім'я Невваре (тур. Nevvare) і називає її головною ікбал з титулом ханим-ефенді: він пише, що оскільки у Неварі не було дітей від султана, вона не отримала титулу кадин-ефенді.

## Біографія

### Походження
Недждет Сакаоглу припускав, що Неваре народилася в 1901 в Адапазари і походила з місцевих черкесів. Ентоні Олдерсон вказує датою народження Неварі 4 травня 1901 року; цю ж дату вказує і Чагатай Улучай, зазначаючи, що вона була черкешенкою і народилася в Адапазари. Лейла-ханим пише, що Неварі народилася в 1901 в Дербенті, батьком її був абхазький бей Мустафа Чіхба, а матір'ю Капба Хафіце-ханум. Харун Ачба вказує датою народження Неварі 4 травня 1901 року , при цьому публікуючи у своїй книзі «Дружини султанів: 1839—1924» фотографію, згідно з якою Неварі народилася в 1900 року ; він також вказує місцем народження село Дербент поблизу Ізміта, при цьому вказуючи ім'ям при народженні «Айше», а її батьками — Мустафу Чіхбу (1857—191?) і Хафізе Кап (1870—195?), Дочка Невруза Капа.
Сакаоглу також пише, що історик Йилмаз Озтуна встановив, що Неваре припадала племінницею другій дружині Мехмеда VI Шаді Мюведдет Кадин-ефенді. Лейла-ханим повідомляє, що Неваре була «дочкою дядька Мюведдет» — тобто, доводилася Шадіє Мюведдет кузиною, а не племінницею. Харун Ачба вказує, що дід Невар Сулейман Чіхба і дід Мюведдет були рідними братами; таким чином, Ачба підтверджує версію Лейли-ханим про ступінь спорідненості двох дружин султана.
Харун Ачба пише, що крім Неварі в сім'ї було ще шестеро дітей: Шефіка-ханим (1892-19??), Ахмет Шюкрю-бей (1894—1962), Хасан-бей, Фікрі-бей (1904—1969), Халіме- ханим (1905—197?) і Хаджер Нювіт-ханим (1908—1913). Коли Неварі стала дружиною султана, Ахмет Шюкрю увійшов до наближених Мехмеда Вахідеддіна.

### Султанова дружина
Знайомство Неваре із султаном відбулося завдяки Шаді Мюведдет, хоч і проти волі останньої. Коли в 1918 році після смерті єдинокровного брата Мехмеда V Решада Мехмед Вахідеддін зійшов на престол під ім'ям Мехмед VI, Мюведдет отримала титул другої дружини (кадин-ефенді). Лейла-ханим пише, що відразу після цього вона забрала Неварі під свою опіку з Ченгелькея, де та була служницею, і зробила її своєю придворною жінкою. Лейла додає, оскільки Неварі також була неймовірною красою, Мюведдет розуміла, що рано чи пізно султан зверне на неї увагу, тому відправила дівчину в Долмабахче. Однак це не допомогло, і султан побажав узяти Неваре за дружину. Мюведдет благала чоловіка не робити цього, оскільки не змогла б любити родичку як раніше, якби та стала її суперницею. Однак Мехмед VI не прислухався до благань другої дружини.
Шлюб був укладений у Долмабахчі 20 червня 1918 року; Сакаоглу пише, що церемонія відбулася через 15 днів після його джюлюса згідно з усіма палацовими традиціями, тоді як Лейла Ачба без вказівки дати пише, що Неварі стала дружиною султана на 14 день після його сходження на престол, а Харун Ачба — що сталося це за 13 днів до того, як Мехмед Вахідеддін став султаном. Улучай зазначає, що на момент укладання шлюбу Неварі було 17 років.
Лейла-ханим так пише про третю дружину Мехмеда Вахідеддіна: «Невваре-ханум високого зросту, блакитні очі, довге чорне волосся, білошкіра, вона була чудово красивою дівчинкою … Вона жила в одному з будівель парку палацу Йилдиз. Але наскільки вона була добросердечною, настільки ж була надмірно пихатою». Харун Ачба проте зазначає, що гордість Неваре перекривалася її добросердям і співчутливістю; вона була чесною, авторитетною пані, яка не втручалася ні в чиї справи, при цьому діяла згідно зі своїми принципами. З головною дружиною Мехмеда Еміне Назікедою Кадин-ефенді у Неварі були суто формальні стосунки, проте з її дочками та онуками вона була дружною і навіть отримала від них прізвисько «мама ДжіДжі» (тур. Cici Anne). Неприязнь у Неварі виникла лише з останньою дружиною Мехмеда VI Невзад Ханим-ефенді; втім, неприязнь ця була взаємною, і жінки намагалися не перетинатися у палаці Йилдиз.

### Скасування султанату
1 листопада 1922 року уряд в Анкарі ухвалив рішення про поділ халіфату та султанату та скасування останнього. Сакаоглу пише, що в перші дні після скасування султанату Вахідеддін провів таємні приготування і 17 листопада 1922 року втік, при цьому його сім'я і невільниці, які не знали про те, що сталося, залишилися в гаремі палацу Йилдиз беззахисними. За Сакаоглу і Улучаєм, турботу про них взяв на себе новий халіф Абдулмеджід-ефенді, який поселив жінок брата в покоях палацу в Ортакеї. Однак Лейла Ачба повідомляє, що ще 15 листопада ввечері Мехмед викликав до себе головну дружину Назікеду і попередив її про від'їзд; пізніше він також повідомив про поїздку інших дружин і дочок. Від'їзд колишнього султана тримався в таємниці, оскільки в палаці побоювалися, що уряд в Анкарі накаже про страту всієї його родини. О пів на восьму ранку 17 листопада Мехмед Вахідеддін залишив палац; за спогадами Лейли-ханим, жодного особистого прощання з дружинами не було — домочадці поваленого султана, серед яких була Неваре, спустилися в його покої і з вікна спостерігали, як Мехмед з невеликою почтом покидає палац.
18 листопада анкарський уряд вимагав звільнити палац Йилдиз. Як місце проживання, згідно з Лейле-ханим, Абдулмеджід надав жінкам палац Феріє. Оскільки інших варіантів не було, жінки Мехмеда VI погодилися переїзд. Лейла-ханим пише, що коли вона з іншими жінками прибула в Феріє, жахнулася від побаченого: у покоях, що призначалися головній дружині Мехмеда VI, з обстановки були тільки ліжко і табуретка, в кімнатах інших дружин, почту і слуг не було і цього. Крім того, Лейла-ханим пише, що оскільки уряд не взяв на себе зобов'язань щодо утримання гарему поваленого султана, жінки голодували; Пізніше з'ясувалося, що кошти на харчування виділялися з скарбниці регулярно, проте через інтриги керуючої Феріє Махмуре-ханим ці гроші до адресатів не доходили. Крім мізерних коштів із скарбниці Неваре та її супутниці витрачали золото, накопичене ними до повалення султанату. Оскільки утримувати великий штат прислуги було недоцільно, протягом двох місяців із дозволу башкадин Назікеди з 60 жінок половина залишила палац.
Мешканцям Феріє було заборонено виходити з палацу, як і приймати в ньому когось зовні. Відвідувати жінок дозволялося лише дочкам головної дружини та їхнім придворним дамам. Незважаючи на це, Харун Ачба повідомляє, що в'язнів відвідувала колишня придворна художниця Есмерай-ханим, яка намалювала портрети жінок, ув'язнених у Ферії. Також за палацом було встановлено поліцейський нагляд. У лютому 1923 року жінкам, і так відрізаним від зовнішнього світу, заборонили писати листи; цю заборону вдалося обійти тільки завдяки тому, що падчериці Неварі та їхні придворні дами потай проносили кореспонденцію у своєму одязі. 12 жовтня 1923 року в Анкарі було скликано Великі національні збори Туреччини, що проголосили створення Турецької республіки. Приблизно 3 грудня башкадин-ефенді було оголошено, що держава більше не може містити гарем колишнього султана і почет доведеться розпустити.

### Розлучення та подальше життя
В 1924 був виданий указ про висилку членів Османської династії за межі країни. 4 березня о 8-й ранку мешканки Феріє були зібрані в одній з кімнат палацу, де їм було оголошено, що всі члени сім'ї Мехмеда VI повинні залишити країну; чоловікам давалося 24 години, жінкам — 10 діб. Ті, хто не поїде добровільно у встановлений термін, будуть виправлені з країни силою. Раніше того ж ранку таємно вивезений з країни був халіф Абдулмеджід зі своєю родиною. Лейла-ханим пише, що до цього моменту у мешканок палацу вже майже не було ні грошей, ні коштовностей, які можна було продати. 5 березня жінки стали свідками пограбування особняка сина Абдул-Азіза шехзаде Мехмеда Сейфеддіна-ефенді, що примикав до Ферії; грабіж цей, за словами Лейли, відбувався під керівництвом поліції. Башкадин-ефенді розпорядилася, щоб цінності, що залишилися, сховали в одязі. Увечері того ж дня Шукрю-бей, що наглядав за палацом, особисто відкрив двері і впустив натовп для пограбування Феріє. Лейла-ханим зазначає, що хоча самих їх не зачепили, завдяки хоробрості та заступництву головної дружини, того дня з Феріє винесли все, зокрема меблі та особисті речі, крім тих, що були надіті на самих жінках.
Наступного дня було ухвалено рішення про від'їзд дружин Вахідеддіна до нього в Сан-Ремо. Організацією поїздки займалися падчерки Неваре Улвіє та Сабіха. З головною дружиною Мехмеда Вахідеддіна, крім Неварі, у вигнання збиралася вирушити також її родичка Шаді Мюведдет; наймолодша з дружин, Невзад, вирішила повернутися до батьків. Однак увечері того дня Неваре захворіла і, оскільки стан її не дозволяв вирушити в дорогу, її забрали до себе батьки у Дербент. Харун Ачба зазначає, що Неварі довелося переодягнути в наряд служниці, щоб вона могла вільно покинути палац. Сакаоглу пише, що Неварі все ж таки поїхала в Сан-Ремо до чоловіка, проте Вахідеддін розлучився з нею і відправив її назад до Туреччини. Проте Харун Ачба пише, що Неваре не залишала батьківського дому в Дербенті і саме звідти написала чоловікові листа з проханням про розлучення. Згідно Сакаоглу, розлучення відбулося 20 квітня 1924 року, тоді як Улучай і Ачба пишуть про 20 травня того ж року.
Сакаоглу пише, що після розлучення Неварі вийшла заміж у Дербенті за одного з місцевих. У цьому Улучай пише, що Озтуна вважав, що Неваре з другим чоловіком жила в Стамбулі. Сакаоглу також пише і про третій шлюб з якимсь торговцем, який спочатку проживав у стамбульському районі Каламыш , а потім переїхав з дружиною в Анкару. Однак Харун Ачба наводить іншу версію: після розлучення Неварі повернулася до Стамбула, в 1926 вийшла заміж за торговця Мевлюта Сенмезлера (1895—1974) і змінила ім'я на Лейла — на честь Лейли Ачби, з якої була дружна за часів свого першого шлюбу. Разом з другим чоловіком до 1940 року Неваре проживала в його будинку в Фенерьолу, потім переїхала в Шишлі, а в 1970-х роках, ймовірно вже овдовівши, придбала будинок у рідному Дербенті.
Сакаоглу пише, що Озтуна, який побував в Ізміті в 1983 році, дізнався, що Неварі на той момент все також проживала в селі Великий Дербент. Харун Ачба зазначає, що Неварі померла 13 червня 1992 року в Дербенті і була похована на місцевому цвинтарі.